# Strážske
Strážske es una localidad ubicada en el distrito de Michalovce en la región de Košice, Eslovaquia. Según el censo de 2021, tiene una población de 4277 habitantes.
Está ubicado al noreste de la región, en la cuenca hidrográfica del río Bodrog (afluente derecho del Tisza) y cerca de la frontera con la región de Prešov, Ucrania y Hungría

## Demografía
| Año        | 1994 | 2004    | 2014    | 2024    |
| ---------- | ---- | ------- | ------- | ------- |
| Población  | 4427 | 4455    | 4398    | 4166    |
| Diferencia |      | +0,63 % | −1,27 % | −5,27 % |

| Año        | 2023 | 2024    |
| ---------- | ---- | ------- |
| Población  | 4191 | 4166    |
| Diferencia |      | −0,59 % |